# L'abete e il rovo

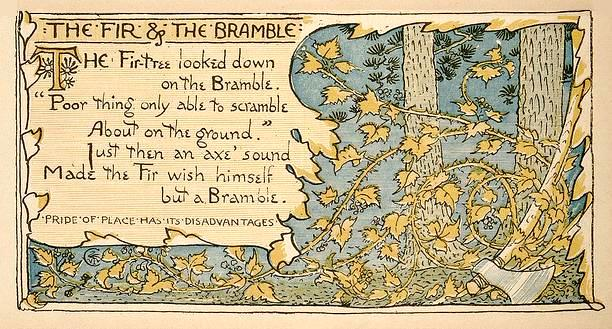
Illustrazione di Walter Crane del 1887

L'abete e il rovo è una favola di Esopo.

## Trama
Un abete e un rovo litigano tra loro. L'abete si vanta di essere più alto e rigoroso del rovo, e di aver un legno molto utilizzato. Il rovo però gli dice che all'abete piacerebbe essere un rovo per non essere abbattuto dalle asce e dalle seghe.

## Morale
La morale è di preferire una povertà sicura rispetto a una ricchezza piena di necessità e di timori.